# Peter Schneider (Schauspieler)
Peter Schneider (* 1975 in Leipzig) ist ein deutscher Schauspieler und Musiker.

## Leben
Von 1985 bis ins Nachwendejahr 1990 war Peter Schneider an der Spezialschule für Musik in Halle (Saale). Nach dem Abitur 1994 und dem Zivildienst studierte er von 1995 bis 1998 in Leipzig Musik an der Hochschule für Musik und Theater Leipzig in den Hauptfächern Klarinette und Saxophon, parallel dazu Germanistik und Pädagogik an der Universität Leipzig. 1998 sattelte er auf ein Schauspielstudium ebenfalls an der Hochschule für Musik und Theater Leipzig um, welches er 2002 mit einem Diplom abschloss. Im Zeitraum von 2000 bis 2002 wirkte Schneider als Schauspielstudent am Schauspielhaus Chemnitz mit. Hin- und hergerissen zwischen dem Medium Film und dem Theater, so nach seiner Aussage, entschloss er sich, nach dem abgeschlossenen Studium das Angebot von Edgar Reitz anzunehmen, in dem Sechsteiler Heimat 3 – Chronik einer Zeitenwende als Tillmann Becker eine durchgehende Hauptrolle im Handlungsstrang Ost zu spielen. Die Zusammenarbeit mit Edgar Reitz und die damit verbundene Drehzeit von fast zwei Jahren waren für ihn sehr prägend, wie er selbst bekundete. Seither arbeitete er als Schauspieler bei Film und Fernsehen sowie an verschiedenen Bühnen. Ebenso ist er größtenteils an Theatern als Musikalischer Leiter, Musiker und Komponist tätig. Peter Schneider ist Mitglied der Deutschen- und der Europäischen Filmakademie.
Für seine Hauptrolle in Hans Weingartners Die Summe meiner einzelnen Teile wurde Peter Schneider für den Deutschen Filmpreis und den Preis der deutschen Filmkritik als bester Darsteller nominiert.
2013 erhielt der Kurzfilm Gruppenfoto in der Regie von Mareille Klein und mit Peter Schneider in der Hauptrolle den Max Ophüls Preis. In der Jurybegründung heißt es unter anderem: „Dabei sticht das ungeheuer differenzierte Spiel von Peter Schneider als Vater besonders heraus. Wie es ihm gelingt den Zuschauer in einer feinen Balance zwischen Anteilnahme und Ablehnung gegenüber seiner Figur zu halten, ist außergewöhnlich. Die vielen Möglichkeiten seine Figur an einfache Effekte zu verraten, vermeidet er meisterhaft. Das und die Leistung der jungen Felicitas Schurig, sowie des gesamten restlichen Ensembles, sind jedoch sichtbar das Ergebnis der klugen Schauspielführung der Regisseurin.“
Peter Schneider wurde unter dem Titel Bedrohliche Einsamkeit in der Fremde in dem 2014 im Gmeiner Verlag erschienenen Sachbuch Stadtgespräche aus Leipzig von Volly Tanner und Lene Hoffmann porträtiert.
2017 wurde Peter Schneider als Helge Doppler mit der Netflixserie Dark bekannt. Seit 2021 ist er an der Seite von Peter Kurth im Hallenser Ermittlerteam Koitzsch und Lehmann der Reihe Polizeiruf 110 zu sehen.
Schneider lebt in Leipzig.

## Filmografie (Auswahl)
- 2004: Heimat 3 – Chronik einer Zeitenwende, Regie: Edgar Reitz (Biennale 2004) (Kino)
- 2004: In aller Freundschaft, Regie: Celino Bleiweiß (Folge 233 – Ein Mann fürs Leben)
- 2005: Speer und Er, Regie: Heinrich Breloer
- 2006: Der Rote Kakadu, Regie: Dominik Graf (Kino)
- 2006: Schröders wunderbare Welt, Regie: Michael Schorr (Kino)
- 2006: Heimat-Fragmente: Die Frauen, Regie: Edgar Reitz (Kino)
- 2008: Im nächsten Leben, Regie: Marco Mittelstaedt (Kino)
- 2008: Berlin Calling, Regie: Hannes Stöhr (Kino)
- 2008: Der Baader Meinhof Komplex, Regie: Uli Edel (Kino)
- 2009: Lila, Lila, Regie: Alain Gsponer (Kino)
- 2009: Tatort – Falsches Leben, Regie: Hajo Gies
- 2009: 3 Patienten, Regie: Klaus Gregor Eichhorn
- 2011: Die Summe meiner einzelnen Teile, Regie: Hans Weingartner (Kino)
- 2011: Monika
- 2012: Gruppenfoto, Regie: Mareille Klein (Kino)
- 2012: Die geliebten Schwestern, Regie: Dominik Graf (Kino)
- 2012: Über uns Elektrizität, Regie: Christian Johannes Koch
- 2012: Tatort – Er wird töten, Regie: Florian Baxmeyer
- 2012: Jedes Jahr im Juni, Regie: Marcus O. Rosenmüller
- 2013: Kommissarin Lucas – Kettenreaktion, Regie: Tim Trageser
- 2013: Mord in Aschberg, Regie: Markus Imboden
- 2013: Tatort – Großer schwarzer Vogel, Regie: Alexander Dierbach
- seit 2014: Der Usedom-Krimi (Fernsehreihe) → siehe Folgen
- 2014: Bornholmer Straße, Regie: Christian Schwochow
- 2015: Tannbach – Schicksal eines Dorfes (TV) – Regie: Alexander Dierbach
- 2015: Als wir träumten, Regie: Andreas Dresen
- 2015: Schuld nach Ferdinand von Schirach – Der Andere, Regie: Maris Pfeiffer
- 2015: Letzte Spur Berlin – Monster 1+2, Regie: Josh Broecker
- 2015: Nackt unter Wölfen (Fernsehfilm), Regie: Philipp Kadelbach
- 2015: Polizeiruf 110 – Wendemanöver, Regie: Eoin Moore
- 2015: Tatort – Côte d’Azur, Regie: Ed Herzog
- 2016: Die Stille danach, Regie: Nikolaus Leytner
- 2016: Wilsberg – Tod im Supermarkt
- 2017: Königin der Nacht
- 2017: Einsamkeit und Sex und Mitleid, Regie: Lars Montag
- 2017: Helen Dorn – Gnadenlos (Fernsehreihe)
- 2017: Tatort – Auge um Auge
- 2017–2020: Dark (Fernsehserie, 7 Episoden)
- 2018: Gundermann
- 2019: Camping mit Herz (Fernsehfilm)
- 2019: Wolfsland – Das heilige Grab (Fernsehreihe)
- 2019: Danowski – Blutapfel (Fernsehfilm)
- 2019: Unterm Birnbaum (Fernsehfilm)
- 2019: Rampensau (Fernsehserie)
- 2019: Marie Brand und das Spiel mit dem Glück
- 2019: Mordshunger – Verbrechen und andere Delikatessen: Wie ein Ei dem anderen (Fernsehfilm zur Serie)
- 2020: Tatort: Niemals ohne mich
- 2020: Unter anderen Umständen: Über den Tod hinaus
- 2020: Landkrimi – Steirerwut (Fernsehreihe)
- 2021: Für immer Sommer 90 (Spielfilm)
- 2021: Polizeiruf 110: An der Saale hellem Strande
- 2021: 3 ½ Stunden (Fernsehfilm)
- 2021: Stralsund: Das Manifest
- 2021: Stralsund: Medusas Tod
- 2021: Theresa Wolff – Home Sweet Home (Fernsehfilmreihe)
- 2022: ZERV – Zeit der Abrechnung (Miniserie)
- 2022: In einem Land, das es nicht mehr gibt
- 2022: Was man von hier aus sehen kann
- 2022: Theresa Wolff – Waidwund
- 2023: Herzkino: Kleine Eheverbrechen
- 2023: Theresa Wolff – Der schönste Tag
- 2023: Nord bei Nordwest – Der doppelte Lothar
- 2023: Rohbau
- 2024: Theresa Wolff – Dreck!
- 2024: Mandat für Mai – Neue Chance
- 2024: Polizeiruf 110: Der Dicke liebt
- 2024: Unschuldig – Der Fall Julia B.
- 2024: Theresa Wolff – Lost
- 2024: Spuk unterm Riesenrad
- 2024: Die Ermittlung
- 2025: Der Masuren-Krimi – Liebestod

## Theater (Auswahl)
- 1995–1998: Theater Zeitz / Metin in Voll auf der Rolle / Martin Lieb
- 1995–1998: Theater Zeitz / Mc Murphy in Einer flog über das Kuckucksnest / Regie: Christian Himmelbauer
- 2000–2002: Oper Chemnitz / Eddie in Rocky Horror Show / Regie: Riccardo Fernando
- 2000–2002: Projekt Hauptmann Werner in Minna von Barnhelm / Regie: Gabriele Gysi
- 2000–2002: Schauspiel Chemnitz / Siegfried in Die Umsiedlerin / Regie: Elvira Grecki
- 2000–2002: Schauspiel Chemnitz / Arzt in Büchners Woyzeck / Regie: Nils Brück
- 2000–2002: Schauspiel Chemnitz / Jim O' Conner in Die Glasmenagerie / Regie: Thomas Martin
- 2000–2002: Schauspiel Chemnitz / Neoptolemos in Philoktet (H. Müller) / Regie: Nils Brück
- 2000–2002: Schauspiel Chemnitz / Demetrius in Ein Sommernachtstraum / Regie: Nils Brück
- 2002–2006: Staatstheater Schwerin Jüdische Transe in Cabaret / Regie: Peter Dehler
- 2002–2004: Schauspiel Chemnitz Peter in Solo Sunny / Regie: Peter Dehler
- 2003–2004: G.-Hauptmann-Theater Zittau / Wuschel in Sonnenallee / Regie: Birte Restemeyer
- 2004–2005: Thalia Theater Halle / Petrick in Parasiten / Regie: Annegret Hahn
- 2004–2005: Thalia Theater Halle / Cleante in Tartuffe / Regie: Carlos Manuel
- 2004–2006: Thalia Theater Halle / Mousse in Ganze Tage Ganze Nächte / Regie: Annegret Hahn
- 2005: Thalia Theater Halle / Händelfestspiele Halle / Charité Berlin / Gillot in Vom Schnee oder Descartes in Deutschland / Regie: Annegret Hahn
- 2006: Händelfestspiele / Thalia Theater Halle Belial / Uriel / Adam in Paradise lost (J. Milton) Regie: Annegret Hahn
- 2006–2007: Thalia Theater Halle / Franz Moor in Die Räuber / Regie: Annegret Hahn
- 2006–2007: Thalia Theater Halle / 4. Französische Woche / Dichter in Die heruntergestürzten Menschen (Christophe Huysman) Regie: Mirko Borscht
- 2006: Theater d.j.W. Leipzig / Erzähler in Emil und die Detektive Regie: Marion Firlus
- 2007: Thalia Theater Halle / Pferd Helge in Helge Schneiders Mendy das Wusical Regie: Frieder Venus
- 2007: Thalia Theater Halle / Clov in Beckett´s Endspiel Regie: Annegret Hahn
- 2007: Händelfestspiele / Thalia Theater Halle / Rio Reiser in Anton Reiser Regie: Annegret Hahn
- 2008: Gerhart-Hauptmann-Theater Zittau, Seymor Krelbourn in Der kleine Horrorladen Regie: Frank Voigtmann
- 2008: Mecklenburgisches Staatstheater Schwerin Elwood Blues in Elvis lebt Regie: Peter Dehler
- 2008: Hebbel am Ufer Berlin (HAU2) Wittgenstein, Lemmy Motörhead in Festung (Rainald Goetz) Regie: Patrick Wengenroth
- 2009: Theater Oper und Orchester GmbH Halle, Tommy in The Who´s Tommy Regie: Ute Raab
- 2009: Bühnen der Stadt Gera / Theater Altenburg Hekate / Propolos in Macbeth Regie: Uwe Dag Berlin
- 2009: Mecklenburgisches Staatstheater Schwerin / A. Einstein in Lob des Kapitalismus Regie: P. Dehler, M. Wünsch
- 2009: Centraltheater / Skala Leipzig / Mnemonist in Fanz89/09 Regie: Mareike Mikat
- 2010: Theater Plauen Zwickau / Seymour Krelborn in Der kleine Horrorladen Regie: Axel Stöcker
- 2010: Mecklenburgisches Staatstheater Schwerin Vincent Rosch in MFG II-Nachricht in der Flasche (Uraufführung) Regie/Text: Peter Dehler
- 2010: Theater Plauen Zwickau / Seymour Krelborn in Der kleine Horrorladen Regie: Axel Stöcker
- 2010: Centraltheater / Skala Leipzig / Mnemonist in Fanz89/09-II Regie: Mareike Mikat
- 2011: Theater Heilbronn, The Reeder in Das Ballhaus, Regie: Ute Raab
- 2011: Sommertheater Leipzig, Gohliser Schlösschen, Percinet in Die Romantiker (Rostand) Regie: Tilo Esche
- 2011: Centraltheater Leipzig (Schauspiel Leipzig) / Brasch1 in 2 TAGE BRASCH Regie: Mirko Borscht
- 2011: Theater Oper und Orchester GmbH Halle / Admin und Lady in Clockwork Orange Regie: Katka Schroth
- 2012: Bühnen der Stadt Gera / Landestheater Altenburg in Berlin Calling / Regie: Pedro Martins Beja
- 2012: Badisches Staatstheater Karlsruhe, Medea in Grillparzers Der Gastfreund / Die Argonauten Regie: Mareike Mikat
- 2012: Volksbühne Berlin, Goetz in Scheiss auf die Ordnung der Welt – Peter Fatzer Regie: L. Dreiucker / A. Kitzig
- 2013: Staatstheater Schwerin, The Reeder in The Rocky Horror Show Regie: Ralph Reichel
- 2013: Centraltheater Leipzig (Schauspiel Leipzig), Rio Reiser in Rio Reiser der Traum ist aus aber ich werde alles geben, dass er Wirklichkeit wird Regie: Uwe Bautz
- 2015: Theater d.j.W. Leipzig Pete in Frühlings Erwachen Regie: Philippe Besson

## Musik (Auswahl)
- 1996: Bühnenmusik (Komposition/Klarinette) für Gogols Tagebuch eines Wahnsinnigen / Hartmut Puls
- 1996: Bühnenmusik (Komposition / Produktion / musikalische Leitung) für Karges Die Eroberung des Südpols Theater Zeitz / Felix Neander
- 1997: Bühnenmusik (Komposition / Produktion / musikalische Leitung) für Arme Teufel Theater Zeitz / Herbert Tichy
- 1997–2000: Gastklarinettist Sinfonisches Blasorchester Mannheim (heute: Mannheimer Bläserphilharmonie), Leitung: Stefan Fritzen (diverse Touren USA / Japan / Osteuropa / Benelux)
- 1998: Klarinette in Die Schöne Hellena Theater Zeitz / Kliebes / Kautz
- 1998: Bühnenmusik (Komposition / Produktion / musikalische Leitung) für Einer flog über das Kuckucksnest Theater Zeitz / Christian Himmelbauer
- 1999: Bühnenmusik (Komposition / Produktion / musikalische Leitung) für Fassbinders Preparadise Sorry Now Theater Zeitz / Rolf Helwig
- 2000: Klarinette Schauspiel Chemnitz Romeo und Julia (Komposition / musikal. Leitung: Thomas Hertel)
- seit 2001: diverse Musicalproduktionen als Saxophonist / Klarinettist / Bassklarinettist an versch. Theatern
- 2006: Bassklarinette Hallo Welt Komposition von Johannes S. Sistermanns zur Eröffnung der 20. Dresdner Tage der zeitgenössischen Musik im Bahnhof Dresden Neustadt
- 2006: Bühnenmusik (Komposition / Produktion / musikalische Leitung) für Die Räuber / Thalia Theater Halle / Annegret Hahn
- 2006: Bühnenmusik (Komposition / Musikalische Leitung) zu Emil und die Detektive / Theater d.j.W. Leipzig / Marion Firlus
- 2007: Bearbeitung / Arrangements / Vorproduktion / Musikalische Leitung für Helge Schneiders Mendy – das Wusical am Thalia Theater Halle Regie: Frieder Venus
- 2007: Bühnenmusik (Arrangements / Vorproduktion / Musikalische Leitung / Komposition / CD-Produktion) zusammen mit Dominik Schiefner für Dreiland oder Die Prophezeiung Riesens Trinationales Theaterstück Koproduktion zwischen dem Theater Wałbrzych, dem Ostböhmischen Theater Pardubice, dem F.X. Saldy Theater aus Liberec und dem Gerhart-Hauptmann-Theater Zittau. Künstlerische Gesamtleitung: Roland May, Regie: Ralph Reichel
- 2007: Bearbeitung / Arrangements / Vorproduktion / Musikalische Leitung für Anton Reiser Rock meets Barock Projekt im Rahmen der Händelfestspiele mit Musik von G.F. Händel und Rio Reiser (Regie: Annegret Hahn)
- 2008: G. Hauptmann-Theater Zittau, Bearbeitung / Arrangements / Vorproduktion / Musikalische Leitung für Der kleine Horrorladen Regie: Frank Voigtmann
- 2009: G. Hauptmann Theater Zittau / Theater Görlitz Bearbeitung / Arrangements / Vorproduktion / Musikalische Leitung für Mütter Regie: G.Mieroph
- 2009: Theater Oper und Orchester GmbH Halle Bearbeitung / Arrangements / Vorproduktion / Musikalische Leitung für The Who´s Tommy Regie: Ute Raab
- 2010: Theater Plauen Zwickau Bearbeitung / Arrangements / Vorproduktion / Musikalische Leitung für Der kleine Horrorladen Regie: Axel Stöcker
- 2011: Theater Heilbronn, Bearbeitung / Arrangements / Vorproduktion / Musikalische Leitung Das Ballhaus, Regie: Ute Raab
- 2012: Filmmusik für Geschichten hinter vergessenen Mauern – Lost Place Storys aus Leipzig (Teil 1) ein Film von Enno Seifried
- 2012: Badisches Staatstheater Karlsruhe, Bühnenmusik, (Komposition / Arrangements / Produktion) für Grillparzers Der Gastfreund / Die Argonauten Regie: Mareike Mikat
- 2013: Musikalische Leitung / Stoffentwicklung Centraltheater Leipzig (Schauspiel Leipzig) Rio Reiser der Traum ist aus aber ich werde alles geben, dass er Wirklichkeit wird Regie: Uwe Bautz
- 2014: Filmmusik für Geschichten hinter vergessenen Mauern – Lost Place Storys aus Leipzig (Teil 3) ein Film von Enno Seifried
- 2015: Musikalische Leitung Theater d.j.W. Leipzig Pete in Frühlings Erwachen Regie: Philippe Besson

## Auszeichnungen
- 2012: Nominierung für den Deutschen Filmpreis in der Kategorie Beste darstellerische Leistung – männliche Hauptrolle für Die Summe meiner einzelnen Teile
- 2013: Nominierung für den Preis der deutschen Filmkritik 2012 als „Bester Darsteller“ für die Leistung im Film Die Summe meiner einzelnen Teile